# 卢茨维莱尔
卢茨维莱尔（法語：Loutzviller，法語發音：[lutsvilɛʁ]；洛林法兰克语：Luzwiller）是法国摩泽尔省的一个市镇，位于该省东部，属于萨尔格米讷区。

## 地理
卢茨维莱尔（49°8'50"N, 7°22'57"E）面积3.22 平方千米，位于法国大東部大區摩泽尔省，该省份为法国东北部内陆省份，是洛林的一部分，西南接默尔特-摩泽尔省，东临下莱茵省，北与卢森堡和德国接壤。
与卢茨维莱尔接壤的市镇（或旧市镇、城区）包括：布赖登巴赫、奥梅尔斯维莱尔、什韦恩、沃尔曼斯泰。

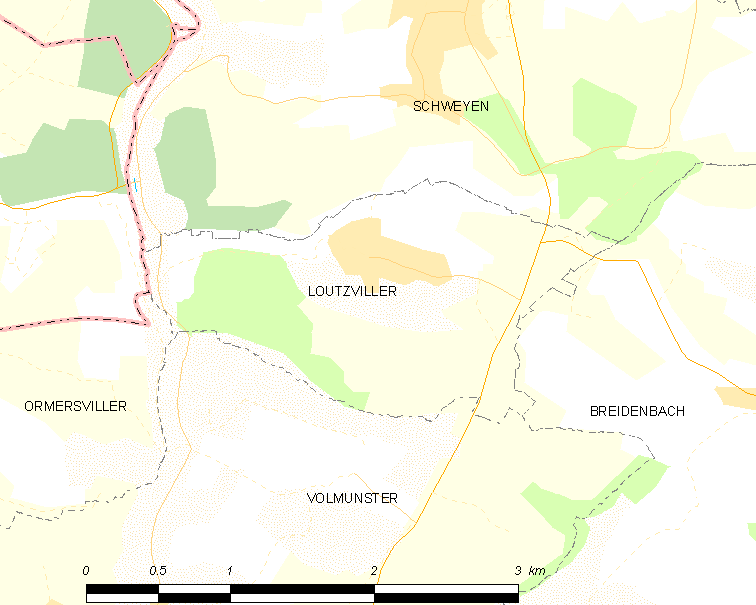
卢茨维莱尔的OSM定位图

卢茨维莱尔的时区为UTC+01:00、UTC+02:00（夏令时）。

## 行政
卢茨维莱尔的邮政编码为57720，INSEE市镇编码为57421。

## 政治
卢茨维莱尔所属的省级选区为比奇县。

## 人口

1962-2008年间卢茨维莱尔人口变化图示

卢茨维莱尔于2022年1月1日时的人口数量为152人。